# 정우서
정우서(1988년 10월 17일~ )는 대한민국의 전직 스타크래프트, 스타크래프트 II 프로게이머 출신 방송인이자 게임 해설자로 선수 시절 AcE라는 아이디를 사용했고 종족은 프로토스였다.

## 개요

### 스타크래프트
2006년 하반기 드래프트에서 이스트로의 3차 지명으로 입단한 뒤 2007년 8월 프로게이머 자격취소를 공시하며 사실상 은퇴를 선언하였지만 2007년 10월 프로게이머 자격취소를 취하하였고 이후 2008년 상반기 드래프트에서 MBC게임 히어로의 1차 지명으로 입단하였다. 그리고 2009년 6월 개인 개명신청에 의한 프로게이머 성명 변경으로 박준상에서 정우서로 개명하였으며 이후 공군 ACE와의 신한은행 프로리그 08-09 5라운드 6주차 경기에서 로열로더 출신인 오영종을 잡아내며 데뷔전을 멋지게 장식했고 뒤이어 화승 OZ와의 7주차 경기에서 상대팀의 테란 에이스 구성훈을 잡아내며 T1의 광안리 챔프전 직행 도우미 역할을 수행하는 등 좋은 활약을 선보이면서 차기 시즌에서의 활약을 기대케 했으나 정작 제대로 주전 기회도 잡지 못한 채 2010년 5월 프로리그 로스터에 제외되며 사실상 은퇴하였다.

### 스타크래프트 II
2010년 8월 스타크래프트 II의 전향을 위해 Prime 클랜에 합류하였고 이후 2010년 9월 STARTALE 팀에 합류하였다가 2013년부터 프로게이머를 사실상 은퇴하고 ESTV의 전체적인 방송 진행을 맡았다. 2013년 8월 7일 '2013 WCS 코리아 시즌 2 챌린저리그'의 일부 해설을 맡기도 했으며 2014년 8월 13일부로 스타테일과 결별하고 은퇴한 이후 히어로즈 오브 더 스톰 팀인 TEAM NL(No Limit)을 결성했다. 2015년 8월 9일 OGN의 히어로즈 오브 더 스톰 리그의 해설로 합류했고 이후에는 코리아 스타크래프트 리그에서 해설을 맡기도 했다.

## 수상 경력
스타크래프트 II : 프리미어 개인리그 우승 1회

### 스타크래프트
- 2006년 엘리트학생복 스쿨리그 서울지역 우승
- 2006년 대구 e스포츠 페스티벌 3위

### 스타크래프트 II
- 2010년 Sony Ericsson GSL 오픈 시즌 2 32강
- 2011년 IEM Season V - World Championship 스타크래프트2 부문 우승 ($13,000)
- 2011년 Sony Ericsson GSL Jan. 코드 A 32강
- 2011년 2세대 인텔 코어 GSL Mar. 코드 A 32강
- 2011년 LG 시네마 3D GSL May. 코드 A 32강
- 2011년 LG 시네마 3D 슈퍼 토너먼트 32강
- 2012년 HOT6 GSL Season 1 코드 A 32강
- 2012년 HOT6 GSL Season 2 승강전/코드 A 32강
- 2012년 2012 무슈제이 GSL Season 3 승강전/코드 S 32강/코드 A 32강
- 2012년 2012 HOT6 GSL Season 4 코드 A 48강